# Fuzhou (stacja kolejowa)
Fuzhou (chiń. 福州站; pinyin Fúzhōu Zhàn) – stacja kolejowa w Fuzhou, w prowincji Fujian, w Chinach. Znajdują się tu trzy perony.
Stacja jest głównym węzłem komunikacyjnym prowincji Fujian. Położona jest na północnym końcu ulicy Hualin Lu, w północnej części centrum Fuzhou. Stacja połączona jest z krajową siecią kolei i obsługuje regularne połączenia do takich miast, jak Pekin, Szanghaj, Qingdao, Zhengzhou, Nankin, Nanchang, Guiyang, Changsha, Hefei, Chengdu, Chongqing i Shenzhen oraz okresowe połączenia turystyczne m.in. do i z Nanping, Longyan, Yong’an i Wuyi Shan (codzienne jest to co najmniej 16 pociągów odjeżdżających i 16 – przyjeżdżających).
Oprócz kas biletowych na dworcu, w mieście znajduje się 38 dodatkowych punktów sprzedaży biletów kolejowych. Bilety dostępne są zazwyczaj z siedmiodniowym wyprzedzeniem, zaś w okresie przed większymi festiwalami w regionie – jeszcze wcześniej.